# Trieben
Trieben est une commune autrichienne du district de Liezen en Styrie.

## Géographie

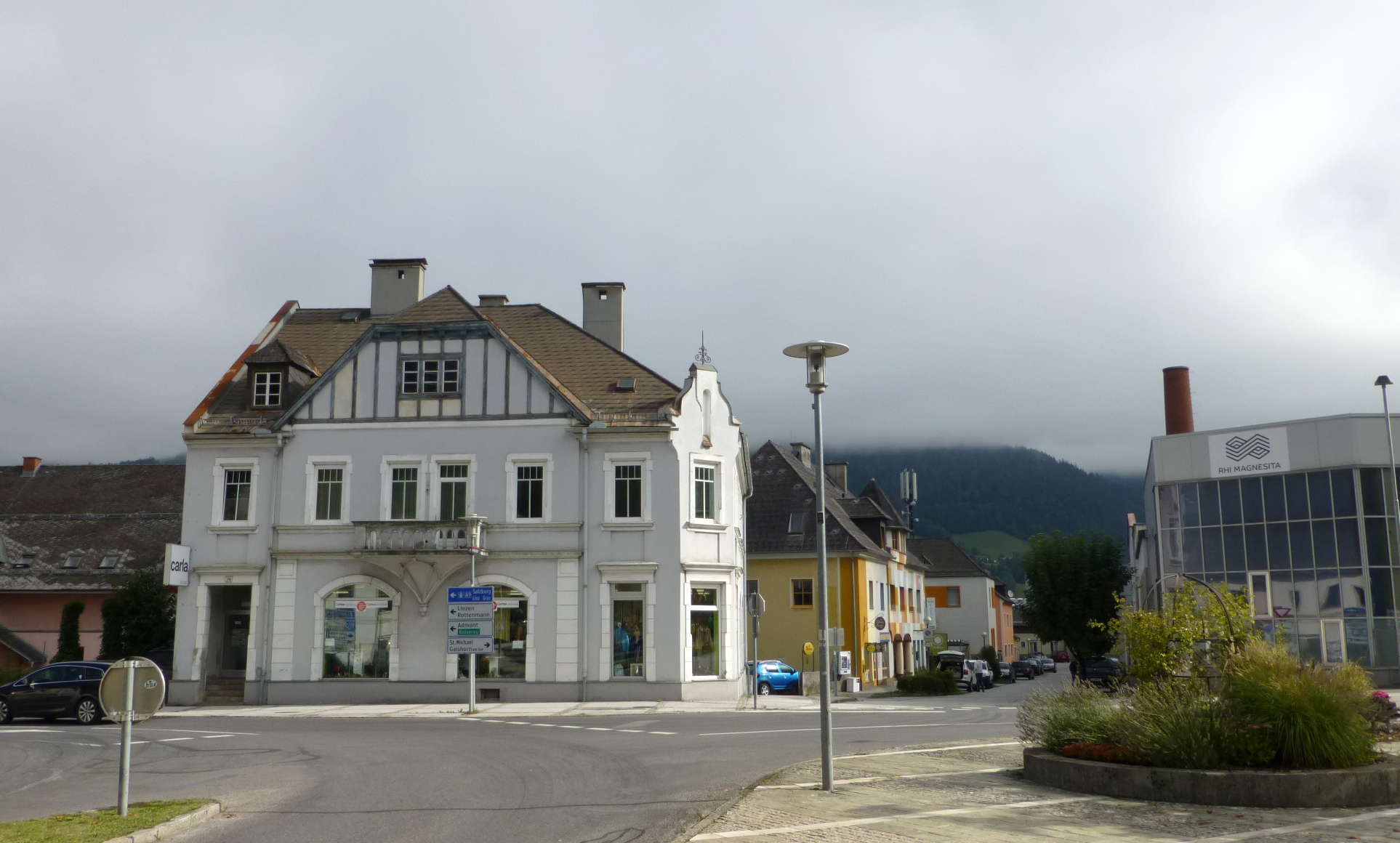
RHI Magnesita était un leader de la fabrication des réfractaires.

## Histoire
L' époque e RHI Magnesita a pris fin en 2022, après plus de 100 ans, avec la fermeture de l'usine.